# Октябрьское (Тверская область)
Октя́брьское — деревня в Пеновском районе Тверской области. Входит в состав Ворошиловского сельского поселения.

## Географические данные
Деревня расположена на берегу реки Заелинка (Заелиновка) при её впадении в озеро Отолово. Ближайшие населённые пункты — деревня Суханы и деревня Москва. Между Октябрьским и Суханами — древний погост Отолово.

## История
На карте Мёнде Тверской губернии на месте деревни значится сельцо Успенское, в Списке населенных мест Тверской губернии 1859 года (Осташковский уезд) — владельческое сельцо Успенское при озере Отолове, 46 жителей.
В 1940 году — деревня Чалищево (9 дворов) Ворошиловского сельсовета Пеновского района Калининской области.
В 1996 году деревня Октябрьское в составе Ворошиловского сельского округа, в ней 7 хозяйств, 10 жителей.
Население по переписи 2002 года — 10 человек, 4 мужчины, 6 женщин.

## Население
| 2010 |
| ---- |
| 1    |